# Ікряне
Ікряне (рос. Икряное) — село у Ікрянинському районі Астраханської області Російської Федерації. Адміністративний центр району.
Населення становить 10 036 осіб (2010). Входить до складу муніципального утворення Ікрянинська сільрада.

## Історія
Населений пункт розташований на території українського етнічного та культурного краю Жовтий Клин. Від 1925 року належить до Ікрянинського району.
Згідно із законом від 6 серпня 2004 року органом місцевого самоврядування є Ікрянинська сільрада.

## Населення
| 1959 | 1970  | 1979  | 1989  | 2002  | 2010    |
| ---- | ----- | ----- | ----- | ----- | ------- |
| 5111 | ↗6619 | ↗7957 | ↗9629 | ↗9925 | ↗10 036 |